# Tibor Serly
Tibor Serly (hongarès: Serly Tibor)  (Lučenec, 25 de novembre de 1901 - Londres, 8 d'octubre de 1978) fou un violista, violinista i compositor hongarès.
Serly era fill de Lajos Serly, deixeble de Franz Liszt i famós compositor de cançons i operetes de les darreres dècades del segle xix, que va emigrar a Amèrica el 1905 amb la seva família. Els primers estudis musicals de Serly van ser amb el seu pare.
Passant gran part de la seva infància a la ciutat de Nova York, Serly va tocar en diverses orquestres de pit dirigides pel seu pare. El 1922 va tornar a Hongria per assistir a l'Acadèmia de Música Franz Liszt de Budapest, on va estudiar composició amb Zoltán Kodály, violí amb Jenö Hubay, i orquestració amb Leó Weiner.
Va admirar molt i es va convertir en un jove aprenent de Béla Bartók. La majoria dels seus esforços van ser elogiats, tant per Bartók com pels seus col·legues. El Concert per a Viola de Bartók va trigar dos o tres anys dels esforços de Serly a compilar des d'esbossos en una peça representable. Ara és una de les peces de viola amb més èxit. Una de les obres originals més famoses de Serly és Rhapsody per a viola i orquestra. La seva obra portant a bon port l'obra de Bartók ha donat els seus fruits en el sentit que les seves obres sovint es combinen amb les del seu professor més conegut, en enregistraments i en interpretacions en directe.
Va ensenyar molt professionalment composició a la "Manhattan School of Music" de la ciutat de Nova York (entre altres institucions) i també va ser un compositor/director d'orquestra destacat amb l'orquestra de la ràdio danesa. Va ensenyar orquestració a Carlyle W. Hall Sr., trompetista i arranjadora de la banda de Tommy Tucker, que va passar a orquestrar el hit musical de Broadway Man of La Mancha, així com Cry for Us All (una versió musical de Hogan's Goat), Come Summer, i diversos altres.
El poeta objectivista nord-americà Louis Zukofsky va escriure un poema dedicatori a Serly, publicat a la revista d'avantguarda Blues, el febrer de 1929. Com a violista, Serly va ser escollida per formar part de l'Orquestra Simfònica de la NBC per a la seva temporada de debut, 1937-1938, la mateixa orquestra dirigida pel mític Arturo Toscanini. Va marxar després de la primera temporada per concentrar-se en activitats compositives.
En el curs de repensar els principals desenvolupaments en harmonia que es van trobar en l'obra de Stravinsky, Milhaud, Prokofiev i Vaughan Williams, així com Bartók i altres compositors, Serly va desenvolupar el que es referia com a llenguatge musical d'enharmonia. Al seu llibre Modus Lacscivus (1975) va explorar un conjunt de 82 acords bàsics de tercia. Serialment va titular diversos treballs posteriors com "in modus lascivus", incloses sonates per a violí, viola i piano. (L'edició de 1973 de la seva sonata de piano canvia el terme "modus lascivus" a la portada, copyright i pàgines de títol, posant les "s" i "c" en ordre invers.) El seu Concertino 3 X 3 utilitza aquest sistema compositiu, però és molt memorable per la seva estructura formal: consta de nou moviments, els tres primers per a piano sol, el segon conjunt de tres moviments per a orquestra sense piano i el conjunt final que combina els conjunts anteriors, tocat simultàniament.

## Treballs
- Simfonia núm. 2 en dos moviments de fusta, metall i percussió
- Rhapsody on Folk Songs harmonitzat per Béla Bartók per a viola i orquestra (1946–48)
- Concert per a Viola i Orquestra (1929)
- Concert per a Simfonia de violí i vent (1955-58)
- Concert per a dos pianos i orquestra (1958)
- Concert per a Trombó i Orquestra (1951)
- Piano Sonata número 1 de "Modus Lascivus" (1946)